# سلام بن أبي الحقيق
أبو رافع سلام بن أبي الحقيق شاعر وفارس يهودي، أحد الذين حزبوا الأحزاب ضد المسلمين في غزوة الأحزاب، وأعانهم بالمؤن والأموال الكثيرة. قتل في سرية عبد الله بن عتيك.

## مقتله

### اِستئذان الخزرج لقتل سلام
قال ابن إسحاق: ولما انقضى شأن الخندق، وأمر بني قريظة، وكان سلام بن أبي الحقيق، وهو أبو رافع فيمن حزب الأحزاب على رسول الله ﷺ ، وكانت الأوس قبل أحد قد قتلت كعب بن الأشرف، في عداوته لرسول الله ﷺ وتحريضه عليه، استأذنت الخزرج رسول الله ﷺ في قتل سلام بن أبي الحقيق، وهو بخيبر، فأذن لهم.
قال ابن إسحاق: وحدثني محمد بن مسلم بن شهاب الزهري، عن عبد الله بن كعب بن مالك قال: وكان مما صنع الله به لرسوله ﷺ أن هذين الحيين من الأنصار، والأوس والخزرج، كانا يتصاولان مع رسول الله ﷺ تصاول الفحلين، لا تصنع الأوس شيئا عن رسول الله ﷺ غناء إلا قالت الخزرج : والله لا تذهبون بهذه فضلا علينا عند رسول الله ﷺ وفي الإسلام . قال : فلا ينتهون حتى يوقعوا مثلها، وإذا فعلت الخزرج شيئا قالت الأوس مثل ذلك. ولما أصابت الأوس كعب بن الأشرف في عداوته لرسول الله ﷺ قالت الخزرج: والله لا تذهبون بها فضلا علينا أبدا، قال: فتذاكروا من رجل لرسول الله ﷺ في العداوة كابن الأشرف، فذكروا ابن أبي الحقيق، وهو بخيبر، فاستأذنوا رسول الله ﷺ في قتله، فأذن لهم.

### سرية عبد الله بن عتيك
كان هدف السرية قتل سلام بن أبي الحقيق الذي فر إلى يهود خيبر بعد أن حرض مع حيي بن أخطب قريش والأحزاب على المسلمين في غزوة الخندق، فأمر الرسول عبد الله بن عتيك وأبو قتادة وعبد الله بن أنيس والأسود الخزاعي ومسعود بن سنان، لقتل سلام بن أبي الحقيق، فذهبوا إلى خيبر
وكمنوا له، ونزلوا منزلة، ففتحت امرأته التي خاطبها عبد الله بن عتيك باليهودية، وأخبرها بانه يحمل لزوجها هدية، غير أنها ارتابت من كونهم مسلحين، فهمت بالصياح غير أنهم لوحوا لها بالسيوف أن اصمتي، ودخلوا البيت وقتلوه، وصاحت امرأته فتجمع ثلاثة آلاف من رجال خيبر يقودهم الحارث أبو زينب، غير أنهم لم يلحقوا بهم، وعاد عبد الله بن عتيك وأصحابه إلى المدينة، وأخبروا الرسول بقتل ابن أبي الحقيق، وادعى كل واحد منهم قتله، فأخذ النبي أسيافهم فنظر إليها فوجد أثر الطعام في ذباب سيف عبد الله بن أنيس وقال هذا قتله.